# Retief Goosen
Retief Goosen (* 3. Februar 1969 in Pietersburg (heute Polokwane), Südafrika) ist ein Profigolfer. Er ist zweifacher Major-Gewinner und war von 2001 bis 2007 über 250 Wochen in den Top 10 der Golfweltrangliste vertreten. Sein Spitzname lautet „The Goose“.

## Werdegang
Seine Amateurkarriere wurde kurzzeitig unterbrochen, als er im Alter von 16 von einem Blitz gestreift wurde. Professional wurde Goosen 1990, nach seinem Sieg bei der South African Amateur Championship. Mittlerweile hat er bereits zwei US Open Siege, 2001 und 2004 zu Buche stehen. Die European Tour Order of Merit (Geldrangliste) hat er 2001 und 2002 gewonnen.
Seit 1995 ist Goosen einer der konstantesten Spieler der Welt: er gewann weltweit jedes Jahr und er tat dies auch auf der US-amerikanischen PGA Tour seit 2001. Er befand sich längere Zeit unter den Top 6 der offiziellen Weltrangliste, in der er 2006 bis auf den 3. Platz vorstieß. Nach einer schwachen Saison 2007 rutschte Goosen vorübergehend aus den Top 20.
Goosen ist bekannt für seine stoische Ruhe und Gelassenheit, was ihm einen weiteren Beinamen, „The Iceman“, auf der PGA Tour einbrachte.

## PGA Tour Siege
- 2001: US Open
- 2002: BellSouth Classic
- 2003: Chrysler Championship
- 2004: US Open, The Tour Championship
- 2005: The International
- 2009: Transitions Championship

Major Championships sind fett gedruckt.

## European Tour Siege
- 1996: Slaley Hall Northumberland Challenge
- 1997: Peugeot Open de France
- 1999 Novotel Perrier Open de France
- 2000: Trophée Lancôme
- 2001: The Scottish Open at Loch Lomond, Telefonica Open de Madrid
- 2002: Johnnie Walker Classic
- 2003: Trophée Lancôme
- 2004: Smurfit European Open
- 2005: Linde German Masters
- 2006: South African Open (gespielt im Dezember 2005)
- 2007: Qatar Masters

## Andere Turniersiege
- 1991: Iscor Newcastle Classic (Sunshine Tour)
- 1992: Spoornet Classic, Bushveld Classic, Witbank Classic (alle Sunshine Tour)
- 1993: Mount Edgecombe Trophy (Sunshine Tour)
- 1995: Phillips South African Open (Sunshine Tour)
- 2002: Dimension Data Pro-Am (Sunshine Tour)
- 2003: Tiger Skins Game
- 2004: Nedbank Golf Challenge
- 2005: Volvo Masters-China (Asian Tour), Battle at the Bridges (mit Phil Mickelson)
- 2006: Volvo Masters-China (Asian Tour), Nelson Mandela Invitational (inoffizielles Geldturnier in Südafrika; mit Bobby Lincoln), People vs. The Pros
- 2007: Tavistock Cup (für Lake Nona)
- 2008: Iskandar Johor Open (Asian Tour), Riffa Views Invitational Skins Game
- 2009: Africa Open (Sunshine Tour), Tavistock Cup (für Lake Nona)

## Resultate in Major Championships
| Turnier               | 1993 | 1994 | 1995 | 1996 | 1997 | 1998 | 1999 | 2000 | 2001 | 2002 | 2003 | 2004 | 2005 | 2006 | 2007 |
| --------------------- | ---- | ---- | ---- | ---- | ---- | ---- | ---- | ---- | ---- | ---- | ---- | ---- | ---- | ---- | ---- |
| The Masters           | DNP  | DNP  | DNP  | DNP  | DNP  | CUT  | DNP  | T40  | CUT  | 2    | T13  | T13  | T3   | T3   | T2   |
| US Open               | DNP  | DNP  | DNP  | DNP  | DNP  | CUT  | CUT  | T12  | 1    | CUT  | T42  | 1    | T11  | CUT  | CUT  |
| The Open Championship | CUT  | DNP  | DNP  | 75   | T10  | CUT  | T10  | T41  | T13  | T8   | T10  | T7   | T5   | T14  | T23  |
| PGA Championship      | DNP  | DNP  | DNP  | DNP  | T61  | CUT  | CUT  | CUT  | T37  | T23  | CUT  | DNP  | T6   | T34  | T23  |

| Tournament            | 2008 | 2009 | 2010 | 2011 | 2012 | 2013 | 2014 | 2015 | 2016 | 2017 | 2018 |
| --------------------- | ---- | ---- | ---- | ---- | ---- | ---- | ---- | ---- | ---- | ---- | ---- |
| The Masters           | T17  | CUT  | T38  | CUT  | DNP  | DNP  | DNP  | DNP  | DNP  | DNP  | DNP  |
| U.S. Open             | T14  | T16  | T58  | T23  | T10  | DNP  | T45  | CUT  | CUT  | DNP  | DNP  |
| The Open Championship | T32  | T5   | 6    | WD   | T64  | DNP  | DNP  | T20  | DNP  | DNP  | CUT  |
| PGA Championship      | T24  | T51  | T55  | WD   | T48  | DNP  | DNP  | DNP  | DNP  | DNP  |      |

DNP = nicht teilgenommen

WD = zurückgezogen

CUT = Cut nicht geschafft

„T“ geteilte Platzierung

Grüner Hintergrund für Siege

Gelber Hintergrund für Top 10.

## Teilnahmen an Mannschaftsbewerben
- Alfred Dunhill Cup: 1995, 1996, 1997 (Sieger), 1998 (Sieger), 1999, 2000
- World Cup: 1993, 1995, 2000, 2001 (Sieger), 2007
- Presidents Cup: 2000, 2003 (remis), 2005, 2007, 2009